# Familiaris consortio
Familiaris consortio (česky Společenství rodiny; podtitul O úloze křesťanské rodiny v moderním světě) je postsynodální apoštolská exhortace papeže Jana Pavla II., která byla vyhlášena 22. listopadu 1981.

## Shrnutí
Dokument popisuje postoj katolické církve k významu a úloze manželství a rodiny a nastiňuje výzvy k realizaci tohoto ideálu. Manželství označuje za „jeden z nejcennějších a nejnaléhavějších úkolů křesťanských párů naší doby“, za „základ širšího společenství rodiny, neboť samotná instituce manželství a manželské lásky je zasvěcena plození a výchově dětí, v nichž nachází své završení“.
Familiaris consortio mimo jiné opakuje odpor církve k umělé antikoncepci, který byl vyjádřen již dříve v Humanae vitae, a krátce se zmiňuje o odporu církve k potratům. Pojednává také o odpovědnosti a očekáváních rodiny v oblasti výchovy dětí. Pokračuje popisem očekávání rodiny ve vztahu k širší společnosti, včetně služby chudým.
Dokument stanoví, že „jakékoli násilí“ používané „ve prospěch antikoncepce nebo, což je ještě horší, sterilizace a umělého potratu, musí být zcela odsouzeno a důrazně odmítnuto“. Předpokládá obnovení smlouvy zprostředkované Bohem skrze Ježíše Krista a obnovení společnosti v souladu s Božím plánem spásy pro celý lidský druh.
Závěrečná (a podrobněji formulovaná) část dokumentu popisuje očekávání od rodiny, která se bezprostředněji týkají katolické víry v každodenním životě, vztahují se k několika katolickým svátostem, zejména k manželství, a důrazně vyzývají k rodinné modlitbě. Tato část dokumentu zejména znovu zdůrazňuje očekávání trvalého katolického svazku pro všechny členy církve, kteří usilují o uzavření manželství. Odmítá přijatelnost alternativních uspořádání, včetně „manželství na zkoušku“, výhradně občanských sňatků a svazků bez veřejně uznaného svazku.

## Amoris laetitiapapeže Františka
Hlavní článek: Amoris laetitia
V roce 2016 vydal papež František postsynodální apoštolskou exhortaci Amoris laetitia. Různá média uvedla, že se v ní objevila potenciální změna církevního učení o přijímání eucharistie rozvedenými a znovu sezdanými, na kterou František podle médií narážel v poznámce pod čarou č. 1. 351, která zní (text pod čarou je uveden kurzívou):
Vzhledem k formám podmiňujících a zmírňujících faktorů je možné, že v objektivní situaci hříchu – který nemusí být subjektivně zaviněný nebo zcela takový – může člověk žít v Boží milosti, může milovat a může také růst v životě milosti a lásky, přičemž k tomu přijímá pomoc církve.
351. V určitých případech může jít o pomoc svátostí. Proto „chci kněžím připomenout, že zpovědnice nesmí být mučírnou, ale spíše setkáním s Pánovým milosrdenstvím“ (apoštolská exhortace Evangelii gaudium [24. listopadu 2013], 44: AAS 105 [2013], 1038). Rád bych také zdůraznil, že eucharistie „není odměnou pro dokonalé, ale mocným lékem a potravou pro slabé“ (tamtéž, 47: 1039).
Zprávy se zabývaly zjevnými rozpory mezi touto poznámkou pod čarou a Familiaris consortio a apoštolskou exhortací Jana Pavla II. Reconciliatio et paenitentiae. Někteří tradicionalisté, zejména kazašský biskup Athanasius Schneider a skupina Hlas rodiny, Františkovu exhortaci kritizovali. Hlas rodiny jej vyzval, aby „uznal závažné chyby v nedávno zveřejněné apoštolské exhortaci Amoris laetitia, zejména ty části, které povedou k znesvěcení svaté eucharistie a k újmě našich dětí, a aby apoštolskou exhortaci s okamžitou platností stáhl“.